# Ceratolauxania fulviceps
Ceratolauxania fulviceps är en tvåvingeart som först beskrevs av Malloch 1926.  Ceratolauxania fulviceps ingår i släktet Ceratolauxania och familjen lövflugor. Inga underarter finns listade i Catalogue of Life.